# Ussel-d'Allier
Pour les articles homonymes, voir Ussel.
 (avril 2011).
Si vous disposez d'ouvrages ou d'articles de référence ou si vous connaissez des sites web de qualité traitant du thème abordé ici, merci de compléter l'article en donnant les références utiles à sa vérifiabilité et en les liant à la section « Notes et références ».
 (juillet 2015).
Ussel-d'Allier est une commune française, située dans le département de l'Allier en région Auvergne-Rhône-Alpes.

## Géographie

### Localisation
Ussel-d'Allier se situe au sud du département de l'Allier, à 6,5 kilomètres à l'est de l'A71 qui relie Paris à Clermont-Ferrand, entre la sortie 11 de Montmarault et l'échangeur autoroutier de Gannat (A719). La commune est à 13 km à vol d'oiseau au sud-ouest de Saint-Pourçain-sur-Sioule, à 12 km au nord de Gannat ou encore à 20 km à l'ouest-nord-ouest de Vichy.
Six communes sont limitrophes d'Ussel-d'Allier :
| Chantelle   | Fourilles      | Étroussat               |
| Taxat-Senat | Ussel-d'Allier |                         |
| Charroux    |                | Saint-Germain-de-Salles |

### Géologie et relief
La commune s'étend sur 802 hectares ; son altitude varie entre 262 et 390 mètres.
La Limagne bourbonnaise a pour limite occidentale une étroite et longue chaîne collinaire quasi rectiligne. S'élevant à nettement plus de 400 m d'altitude à l'ouest immédiat de Gannat, ce relief continue de courir vers le nord sur près de 20 km. Ussel-d'Allier est à mi-pente du versant occidental de cette chaîne. Au-dessus d'Ussel, l'altitude reste partout supérieure à 360 m. Cette chaîne a deux ouvertures naturelles. La première a été creusée par la Sioule, qui s'est frayé des gorges qui débouchent sur la plaine de l'Allier à Jenzat ; elle promène alors ses méandres en Limagne bourbonnaise, avant de rejoindre l'Allier à 7 km au nord de Saint-Pourçain. La seconde ouverture est constituée par la trouée de La Marche, à l'extrémité méridionale du territoire communal d'Ussel et au pied du village de Charroux. La dénivellation entre le large gué de Jenzat sur la Sioule et ce petit col n'est que de 50 m pour environ 4 km de distance sur une pente douce et sensiblement régulière, particulièrement dans l'axe du large thalweg (pente moyenne moins de 2 %).
Les ruisseaux qui drainent cette plaine de la Bouble y ont modelé un terroir de petits vallonnements où les expositions naturelles des champs sont diversifiées. Tous ces cours d'eau coulent grossièrement du sud-ouest vers le nord-est, du bord oriental de la forêt des Colettes ou des collines qui la prolongent à l'est jusqu'à leur confluence avec la Bouble.
D'Ussel, en allant vers l'ouest, on rencontre dans la plaine :
- le Petit Ris (« Petit ruisseau ») ou Ris Madelot. C'est le plus proche du bourg d'Ussel. Il prend sa source à 380 m d'altitude dans le thalweg situé à l'ouest immédiat de Charroux, puis va en ligne droite jusqu'à La Flotte (285 m d'altitude), où il entre sur le territoire ussellois en recevant deux ruisselets venant de La Marche. De sa source à La Flotte, il n'y a que deux kilomètres de distance mais 100 m de dénivellation dans un étroit thalweg. Ainsi, lors de précipitations, ce ruisseau généralement très paisible peut se transformer en un torrent impétueux dont les crues subites inondent toutes les basses terres d'Ussel et de Fourilles.
- le Bray, qui prend sa source dans les reliefs entre Saint-Bonnet-de-Tizon et La Jonchère, passe par Taxat-Senat, où il est grossi de la Jeuge, et rejoint le Boublon juste avant le hameau d'Échiat.
- le Grand Ris ou Boublon, qui prend sa source au-dessus de Saint-Bonnet-de-Tizon ; il coule sensiblement du sud-ouest au nord-est, traverse les communes de Chezelle et Taxat-Senat, le village de Leu, puis incurve sa trajectoire vers le nord, traverse Fourilles avant de confluer avec la Bouble en limite nord de ce village.
- la Bouble coule en limite septentrionale de la plaine, le long de reliefs escarpés ou dans des gorges à Chantelle ; le seul endroit aisé de franchissement se situe au gué de Chantelle-la-Vieille.

La plaine au pied du village d'Ussel était à l'origine un grand lac quaternaire. L'érosion l'a progressivement envasé puis comblé. Cependant, dominée de tous côtés par des collines, la plaine est restée, au fil des siècles, une vaste zone de marais alimentés par les ruisseaux et de très nombreuses sources. Ce n'est qu'au XVIIIe siècle que ces marais ont été assainis, transformés en terres agricoles et mis en culture. Mais leurs noms anciens sont perpétués par le cadastre : marais de la Font, marais de la Flotte, marais de la Palle, grand Marais, marais du Moulin Renan, marais de Leu. Mais ces noms s'appliquent maintenant à des pièces de terres cultivées.

### Climat
Pour des articles plus généraux, voir Climat d'Auvergne-Rhône-Alpes et Climat de l'Allier.
En 2010, le climat de la commune est de type climat océanique dégradé des plaines du Centre et du Nord, selon une étude du CNRS s'appuyant sur une série de données couvrant la période 1971-2000. En 2020, Météo-France publie une typologie des climats de la France métropolitaine dans laquelle la commune est exposée à un climat de montagne ou de marges de montagne et est dans une zone de transition entre les régions climatiques « Centre et contreforts nord du Massif Central » et « Nord-est du Massif Central ».
Pour la période 1971-2000, la température annuelle moyenne est de 11 °C, avec une amplitude thermique annuelle de 15,9 °C. Le cumul annuel moyen de précipitations est de 725 mm, avec 8,9 jours de précipitations en janvier et 6,7 jours en juillet. Pour la période 1991-2020, la température moyenne annuelle observée sur la station météorologique de Météo-France la plus proche, « Chareil-Cintrat_sapc », sur la commune de Chareil-Cintrat à 7 km à vol d'oiseau, est de 11,9 °C et le cumul annuel moyen de précipitations est de 676,1 mm,. Pour l'avenir, les paramètres climatiques de la commune estimés pour 2050 selon différents scénarios d'émission de gaz à effet de serre sont consultables sur un site dédié publié par Météo-France en novembre 2022.

## Urbanisme

### Typologie
Au 1er janvier 2024, Ussel-d'Allier est catégorisée commune rurale à habitat dispersé, selon la nouvelle grille communale de densité à 7 niveaux définie par l'Insee en 2022.
Elle est située hors unité urbaine et hors attraction des villes,.

### Occupation des sols

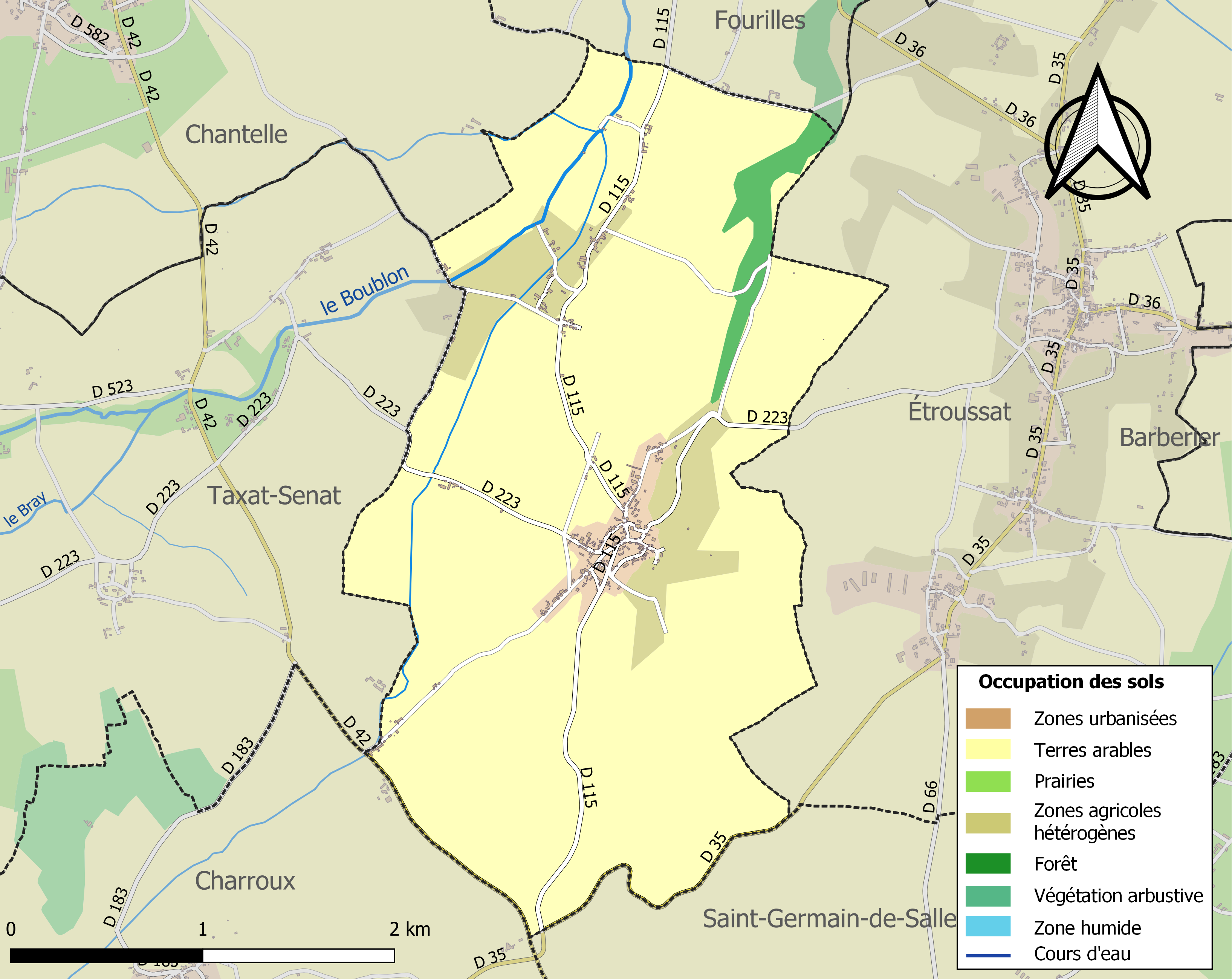
Carte des infrastructures et de l'occupation des sols de la commune en 2018 (CLC).

L'occupation des sols de la commune, telle qu'elle ressort de la base de données européenne d’occupation biophysique des sols Corine Land Cover (CLC), est marquée par l'importance des territoires agricoles (94,4 % en 2018), une proportion identique à celle de 1990 (94,4 %). La répartition détaillée en 2018 est la suivante : terres arables (85,8 %), zones agricoles hétérogènes (8,6 %), zones urbanisées (3,1 %), forêts (2,5 %).
L'IGN met par ailleurs à disposition un outil en ligne permettant de comparer l’évolution dans le temps de l’occupation des sols de la commune (ou de territoires à des échelles différentes). Plusieurs époques sont accessibles sous forme de cartes ou photos aériennes : la carte de Cassini (XVIIIe siècle), la carte d'état-major (1820-1866) et la période actuelle (1950 à aujourd'hui).

### Habitat
L'habitat actuel s'étire au-dessus des anciens marais sur plus de deux kilomètres de longueur. Les quartiers en sont, de 325 m d'altitude au nord-est à 280 m au sud-ouest, la Croizette, le Cognet, le Bourg appelé jusqu'au XIXe siècle la Fontaine, les Menutons, la Palle, la Baillie, et à l'extrémité méridionale le marais de la Flotte dit communément la Flotte.
Plus au nord et isolé de cet ensemble, entre 280 et 270 m d'altitude, le vieux village de Leu s'étale en plaine sur un kilomètre de long ; ses premières maisons sont distantes d'un kilomètre de celles du bourg.
Le hameau du Marais, seul au milieu des champs, à un kilomètre à l'ouest du bourg, complète l'habitat actuel.
Nombre de maisons ont été réhabilitées depuis trois décennies, quelques maisons neuves ont été construites au cours du demi-siècle écoulé. Cependant, depuis fort longtemps, quasiment aucune habitation n'a été érigée en dehors des groupements de maisons déjà existants. Cette distribution spatiale n'est que l'ossature résiduelle d'une agglomération villageoise qui, pendant des siècles, fut quatre à cinq fois plus peuplée que maintenant.

### Voies de communication et transports

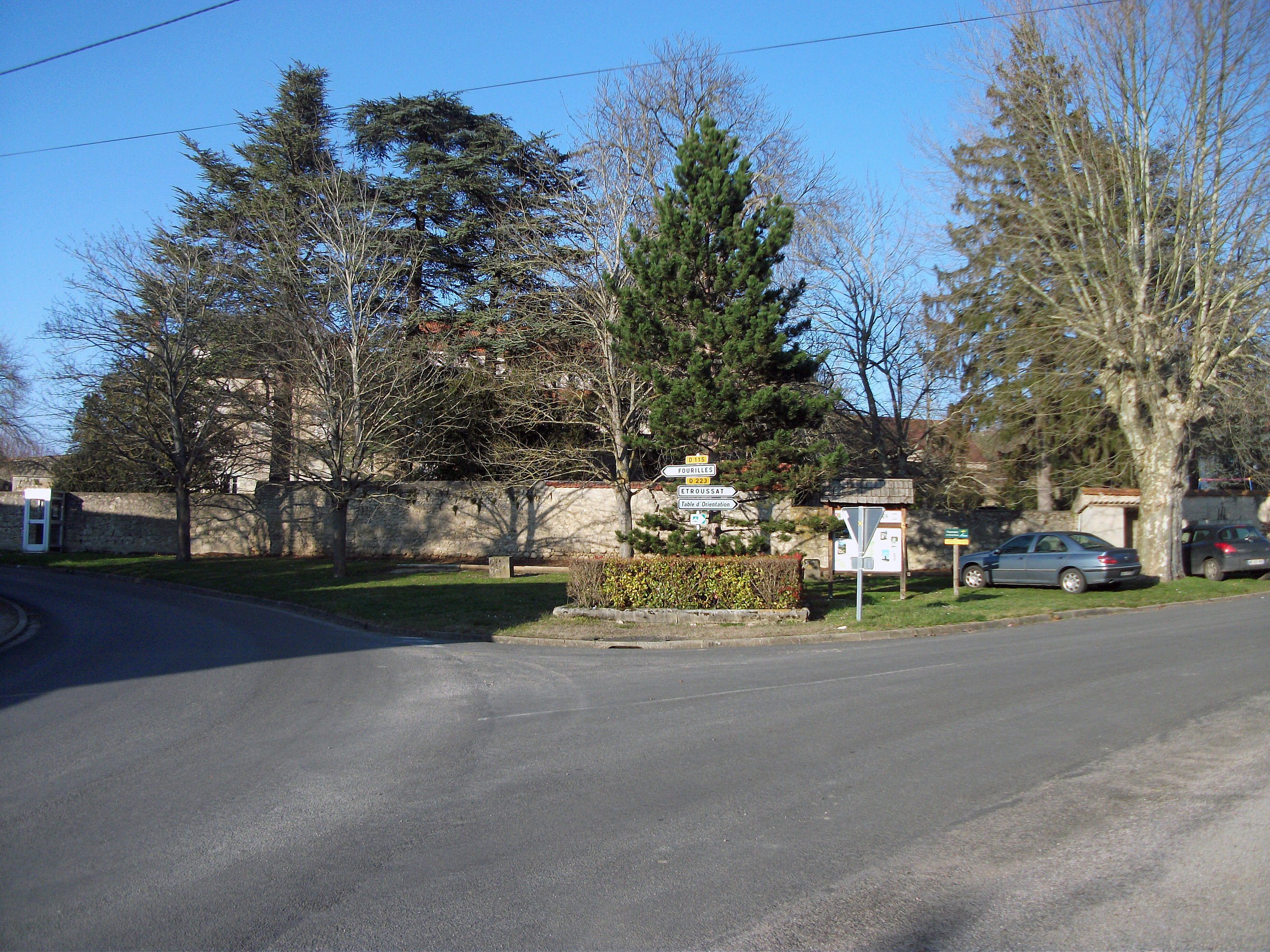
Carrefour entre les routes départementales 115 et 223.

Le territoire communal est traversé par les routes départementales 115 (liaison de Fourilles à Charroux) et 223 (de Taxat-Senat à Étroussat).
Au sud-est, la D 35 passe sur la frontière communale avec Saint-Germain-de-Salles (liaison de Saint-Pourçain-sur-Sioule à Ébreuil), tandis qu'au sud-ouest, la D 42 passe sur la frontière avec Charroux.

## Toponymie
Ussel vient du gaulois uxellos qui signifiait « lieu élevé », « sémaphore ».
D'Allier sera ajouté au nom du village en 1913 pour le différencier des autres Ussel de France.

## Histoire
Son histoire est en partie due à sa situation géographique. Positionné sur un flanc occidental de coteau, entre des marais et les sommets d'une très longue chaîne collinaire : le village contrôle l'unique petit col aisé sur 12 kilomètres de cette très longue ligne de crêtes.

### Périodes néolithique et gauloise
Le site et les environs ont été habités dès le Néolithique.
La route préhistorique permettait d'alimenter les Limagnes en sel océanique en s'affranchissant des reliefs d'Auvergne et du mauvais temps. Elle passait par le col et constitue actuellement la limite méridionale de la commune.
À l'Âge de fer, pendant les siècles de l'indépendance gauloise et bien avant la conquête romaine, le village et le col étaient au point de rencontre entre le territoire des Bituriges au nord et à l'ouest et celui des Arvernes au sud.

### Période romaine et gallo-romaine
Après la conquête des Gaules par Jules César, les Romains font de cette antique route du sel une des grandes routes pavées et à double circulation de leur empire. Elle reliait la capitale des Gaules, Lyon, aux principales villes du littoral atlantique.
C'est à cette époque qu'est construite la villa romaine dite Uxellum, en bordure des marais.
Devenue gallo-romaine, l'infrastructure matérielle et sociétale ne survit pas aux grandes invasions. Le village, aux habitations jusqu'alors disséminées sur plus de trois kilomètres au pied de la chaîne collinaire, près des nombreuses sources, se replie sur le petit plateau de La Croizette qui en sera le cœur pendant de nombreux siècles.

### Du Moyen Âge à la Révolution
Le catholicisme et la culture de la vigne s'implantent à Ussel dans la deuxième moitié du IVe siècle.
À l'époque carolingienne la ville connait une période de prospérité (Ussel est à seulement 8 km du bourg d'Ébreuil transformé en une des grandes capitales de son empire par Louis le Débonnaire, fils de Charlemagne). Le col, resté stratégique au fil des siècles, est alors tenu par les templiers qui y ont implanté leur commanderie de La Marche, près de la route, face à Ussel.
En sus du prieuré établi dans le village probablement au Xe siècle et qui perdure jusqu'en 1793, il y a alors quatre maisons fortes sur le pourtour de la paroisse et un puissant château fort au centre. La châtellenie, d'abord privée des origines à 1258 (famille d'Ussel), devient à cette date possession ducale auvergnate implantée en Bourbonnais (famille de Mercœur), situation qui dura 159 ans.
En 1417, la châtellenie est intégrée au Bourbonnais, son duc Jean Ier de Bourbon venant d'hériter de tout le duché d'Auvergne, propriété de sa défunte mère Anne de Mercœur. La châtellenie d'Ussel reste ainsi ducale pour 110 ans additionnels.
Captée avec tout le Bourbonnais en 1527 par François Ier, elle est alors officiellement promue châtellenie royale, statut qu'elle conserve jusqu'en 1789. Elle englobait huit localités et des dépendances dans d'autres châtellenies. En sus de la route la bordant au sud, une autre route du royaume de France la traversait du nord au sud.
Les marais, amodiés peu après la Révolution pour des sommes modiques et surtout de très longues périodes renouvelables, furent rapidement assainis par les tenants qui les transformèrent en terres agricoles.
Le terroir ussellois a toujours été essentiellement agricole et producteur. Mais des industries s'y sont parfois développées : 
- tanneries de cuirs et peaux au Moyen Âge ;
- moulins à eau et à vent à corps tournant au début du XIVe siècle ;
- muriers pour l'élevage du ver à soie au milieu du XVIIIe siècle ;
- fabrication de fibres de chanvre ;
- carriers et fours à chaux au long des siècles ;
- pressoirs à vin et à huile de noix, etc.

En sus de l'élevage et autres productions agricoles, le terroir était aussi vinicole depuis les Romains.

### Époque contemporaine
Après la Révolution, la population passe de 3 000 à 500 habitants, ce qui porte un coup fatal à l'activité socio-économique du village. De ses anciennes et importantes prérogatives, seule la perception régionale y fut maintenue jusqu'en 1883.
De 1892 jusqu'en 1939 une ligne privée de chemin de fer désenclave la commune. Le village put se tourner vers une production excédentaire et exporter plus aisément vers les grandes foires régionales et surtout vers le marché vivrier pour la capitale (tonneaux de vins, animaux de boucherie, volailles, céréales), mais également pierres calcaires des carrières.
Le phylloxéra puis la guerre de 1914-1918 portèrent des coups à ce renouveau économique. Mais le vignoble fut reconstitué.
La nationalisation de toutes les lignes de chemin de fer en 1937 déboucha sur la suppression de la ligne desservant Ussel-d'Allier, ce qui enclava davantage le territoire.
L'électricité arriva en 1930, et l'eau courante en 1960 et 1961.

## Politique et administration

### Découpage territorial
Par arrêté préfectoral du 2 janvier 2024, la commune est retirée le 1er janvier 2024 de l'arrondissement de Moulins et rattachée à l'arrondissement de Vichy.

### Liste des maires
| Période                                  | Période   | Identité          | Étiquette | Qualité                                                   |
| ---------------------------------------- | --------- | ----------------- | --------- | --------------------------------------------------------- |
| Les données manquantes sont à compléter. |           |                   |           |                                                           |
| avant 1988                               | ?         | Jeanine Roche     |           |                                                           |
| mars 2001                                | mars 2008 | Gilles Bonnefous  |           |                                                           |
| mars 2008                                | mai 2020  | Georges Courtinat |           | Retraité salarié du secteur privé                         |
| mai 2020                                 | En cours  | Marcel Soccol     |           | Cadre administratif et commercial d'entreprise - Retraité |

## Population et société

### Démographie
L'évolution du nombre d'habitants est connue à travers les recensements de la population effectués dans la commune depuis 1793. Pour les communes de moins de 10 000 habitants, une enquête de recensement portant sur toute la population est réalisée tous les cinq ans, les populations de référence des années intermédiaires étant quant à elles estimées par interpolation ou extrapolation. Pour la commune, le premier recensement exhaustif entrant dans le cadre du nouveau dispositif a été réalisé en 2008.

En 2022, la commune comptait 168 habitants, en évolution de +5 % par rapport à 2016 (Allier : −1,38 %, France hors Mayotte : +2,11 %).
| 1793 | 1800 | 1806 | 1821 | 1831 | 1836 | 1841 | 1846 | 1851 |
| ---- | ---- | ---- | ---- | ---- | ---- | ---- | ---- | ---- |
| 550  | 900  | 635  | 812  | 785  | 744  | 771  | 767  | 693  |

| 1856 | 1861 | 1866 | 1872 | 1876 | 1881 | 1886 | 1891 | 1896 |
| ---- | ---- | ---- | ---- | ---- | ---- | ---- | ---- | ---- |
| 758  | 742  | 754  | 686  | 654  | 599  | 591  | 637  | 573  |

| 1901 | 1906 | 1911 | 1921 | 1926 | 1931 | 1936 | 1946 | 1954 |
| ---- | ---- | ---- | ---- | ---- | ---- | ---- | ---- | ---- |
| 514  | 531  | 529  | 412  | 383  | 345  | 312  | 296  | 258  |

| 1962 | 1968 | 1975 | 1982 | 1990 | 1999 | 2006 | 2008 | 2013 |
| ---- | ---- | ---- | ---- | ---- | ---- | ---- | ---- | ---- |
| 210  | 184  | 164  | 163  | 147  | 146  | 149  | 150  | 152  |

| 2018 | 2022 | - | - | - | - | - | - | - |
| ---- | ---- | - | - | - | - | - | - | - |
| 165  | 168  | - | - | - | - | - | - | - |

La démographie de la paroisse d'Ussel a pu être reconstituée de 1569 au XVIIIe siècle sur la base des recensements (par feux) établis par plusieurs intendants du Bourbonnais. À partir de 1806, on dispose des recensements successifs nationaux par individu.
On peut faire les constatations suivantes :
- La population usselloise est restée grossièrement stable pendant des siècles et se situait autour de 600 à 700 habitants, malgré les aléas qui affectent généralement la démographie (guerres, disettes, épidémies, etc.). Ussel était alors chef-lieu d'une châtellenie qui englobait huit villages ; il en était le centre administratif, financier, économique et judiciaire. Le village avait alors notaire, médecin, hommes de loi, et beaucoup d'artisans spécialisés pour satisfaire aux besoins des 2 500 à 3 000 personnes sous sa juridiction.
- Après les bouleversements révolutionnaires, le nombre des Ussellois n'a cessé de baisser. D'abord lente jusque dans les années 1880, la baisse a été ensuite forte et rapide (de plus de 800 habitants en 1820, on arrive à moins de 150 aujourd'hui).

La commune n'a pas échappé à la catastrophe humanitaire de la Première Guerre mondiale. Vingt-six Ussellois y ont perdu la vie et une Usselloise a été tuée par une bombe tombée dans Paris. Au début de la guerre, Ussel disposait d'une population active de 133 hommes et 138 femmes dans la force de l'âge, et d'une population de 258 personnes âgées et enfants (recensement national de 1911). Pour le village, ces 26 tués représentent environ 20 % des actifs masculins. À cette perte est venue s'ajouter l'effet de la terrible pandémie dite grippe espagnole, particulièrement virulente pendant l'hiver 1918-1919, qui porta un coup supplémentaire à la démographie villageoise. Ainsi, de 1911 à 1921, Ussel a perdu plus de 22 % de sa population totale.
Les bouleversements socio-économiques qui ont suivi ce premier conflit mondial ont entraîné une hémorragie des travailleurs du monde agricole vers les zones urbaines. La population usselloise n'a cessé de s'amenuiser (529 habitants à Ussel en 1911, 412 en 1921, 345 en 1931, 296 en 1946).

### Enseignement
Ussel-d'Allier dépend de l'académie de Clermont-Ferrand. Il n'existe aucune école.
Les élèves poursuivent leur scolarité au collège de Bellenaves puis au lycée de Saint-Pourçain-sur-Sioule.

## Culture locale et patrimoine

### Lieux et monuments
- Église Saint-Isidore d'Ussel-d'Allier.
- Une grande partie du fossé du château féodal surmontée d'un important pan de mur arasé au niveau de la haute cour où est l'église ;
- Deux caves du château féodal encore utilisées ;
- Une vieille porte romane dans le mur extérieur du prieuré ;
- Une maison forte construite à la fin de la guerre de Cent Ans et totalement restaurée à la fin du XXe siècle ;
- Divers bâtiments du prieuré d'époques différentes et dont beaucoup ont pu être datés.
- Des fenêtres à meneaux percées dans la maison forte et un des bâtiments du prieuré,
- Des bâtiments érigés d'un seul jet sous Louis XVI autour d'une vaste cour intérieure du quartier des Menutons
- Un linteau de porte armorié de 1762 situé sur la rue et martelé sous la Révolution.
- Statue de Notre-Dame du Retour. Située sur les hauteurs de la commune d'Ussel-d'Allier, en bordure de la D 223 et à son point le plus élevé, cette statue monobloc en pierre non gélive (pierre de Lens) est haute de 3,10 m pour un poids de 2,7 tonnes. Elle a été installée en août 2005 sur un socle de 2,80 m de haut. Elle remplace la statue précédente, ex-voto des communes de Fourilles, Étroussat et Ussel-d'Allier en remerciement du retour dans leurs foyers de tous les soldats et prisonniers des trois communes à la fin de la Seconde Guerre mondiale, monument qui n'avait pas résisté aux atteintes du temps.
- Monuments aux morts de la guerre de 1914/1918. Ussel-d'Allier en a deux, le premier se trouve au centre du cimetière, le second est dans l'église.
- Gisant datant de la guerre de Cent Ans. Mise au jour en 1853 lors du creusement des fondations du clocher actuel, la pierre mesure 2,19 m de long et 1 m de large. Elle représente un chevalier de la famille Aubert en armure, fort probablement Louis Aubert, contemporain de Jeanne d'Arc et seigneur d'Ussel. Ce gisant a été classé monument historique en 1902. Scellé verticalement dans l'église en 1904 sur le mur du bas-côté droit, près de la grande porte, il n'a pas été déplacé depuis.

### Personnalités liées à la commune
- Marguerite de Bourbon, fille bâtarde du duc Jean Ier de Bourbon, dame d'Ussel. Elle reçut de son frère Charles Ier de Bourbon la seigneurie et châtellenie d'Ussel en dot, à l'occasion de son mariage, en 1433, avec Rodrigue de Villandrando, chef de bande de routiers. En 1439, Villandrando retourna en Espagne ; Marguerite était déjà morte et la seigneurie était retournée au domaine ducal.
- Jean-François Secrétain de Neuville, descendant d'une vieille famille usselloise, né à Ussel le 1er juillet 1729. Il participa à la guerre d'indépendance des États-Unis, fut gouverneur de Pointe-à-Pitre ; il fut nommé chevalier de l'ordre royal et militaire de Saint-Louis et décéda à Ussel le 25 juillet 1809.
- Barthélemy-Marie Verd, vice-président du Comité central de surveillance révolutionnaire de l'Allier, épousa la nièce de Jean-François Secrétain de Neuville et se fixa dans le village. Maire de la commune de 1833 à 1840, il abandonna volontairement sa fonction, son âge lui pesant. Il mourut à Ussel le 20 mai 1843, âgé de 84 ans.
- Pierre James, né à Ussel en 1878 et décédé en 1985 à l'âge de 107 ans. Il était alors le doyen des Français de sexe masculin.

### Héraldique
| Blason de Ussel-d'Allier | Blason  | Tiercé en pairle renversé au 1er de gueules à la tour d’argent maçonnée de sable, ouverte et ajourée du champ, au 2e de sinople à la gerbe de blé d’or liée de gueules, au 3e d’argent à la molette d’éperon d’azur. |
| Blason de Ussel-d'Allier | Détails | Créé par JF Binon. Sur site commune 2017. |